# Gieorgij Lwow
Książę Gieorgij Jewgienjewicz Lwow (ros. Георгий Евгеньевич Львов, ur. 2 listopada 1861 w Dreźnie, zm. 7 marca 1925 w Paryżu) – rosyjski arystokrata, prawnik i polityk liberalny. W 1906 deputowany do Dumy Państwowej Imperium Rosyjskiego I kadencji. Od 1915 współprzewodniczący Wszechrosyjskiego Związku Ziemstw i Miast. Od 15 marca do 20 lipca 1917 przewodniczący Rządu Tymczasowego Rosji (utworzonego w wyniku rewolucji lutowej, po obaleniu caratu) i jednocześnie minister spraw wewnętrznych. Po przewrocie bolszewickim (rewolucji październikowej) od 1918 przebywał na emigracji.

## Rodzina i pochodzenie
Pochodził z arystokratycznego rodu Lwowów, który jest gałęzią potomków linii książąt jarosławskich, wywodzących się bezpośrednio od Rurykowiczów.
Przodkowie od strony ojca Gieorgija Lwowa są dobrze udokumentowani. Jego ojciec, Jewgienij Władimirowicz (1817–1896), był właścicielem ziemskim oraz pisarzem. Był on z kolei synem podpułkownika armii carskiej i uczestnika bitwy pod Borodino, księcia Władimira Siemionowicza (1771–1829). Jego ojcem natomiast był Semen Siergiejewicz (1736–1824), pracujący jako urzędnik. Był on synem oficera wojskowego, Siergieja Jakowlewicza (zm. 1757).

## Życiorys
Wychowywał się w miejscowości Popowka niedaleko Tuły. W młodości ukończył studia na wydziale prawa Uniwersytetu Moskiewskiego, później od 1886–1893 pracował w służbie cywilnej – w Ministerstwie Spraw Wewnętrznych. W l. 1902–1905 przewodniczący zarządu ziemstwa guberni tulskiej, uczestniczył w zjazdach ziemstw przed rewolucją 1905 roku. Organizator pomocy przez ziemstwa rannym w wojnie rosyjsko-japońskiej 1904–1905. W czasie rewolucji 1905 wstąpił do powstałej wówczas Partii Konstytucyjno-Demokratycznej (kadetów), z rekomendacji której został wybrany w 1906 do Dumy I kadencji.
W 1915 stanął jako współprzewodniczący (wraz z Michaiłem Czełnokowem) na czele Wszechrosyjskiego Związku Ziemstw i Miast. W czasie rewolucji lutowej, po abdykacji Mikołaja II 15 marca 1917 Komitet Tymczasowy Dumy w porozumieniu z Piotrogrodzką Radą Delegatów Robotniczych i Żołnierskich powierzył Lwowowi funkcję przewodniczącego Rządu Tymczasowego Rosji (polityk objął również tekę ministra spraw wewnętrznych). Książę uczestniczył w opracowaniu deklaracji Rządu Tymczasowego z 30 marca 1917 o uznaniu prawa Polski do niepodległości. Rząd pod kierownictwem Lwowa wprowadził reformy o charakterze liberalnym – ogłosił amnestię, wolność prasy, swobodę zrzeszania, nie podjął jednak problemu reformy rolnej (odkładając ją do decyzji Konstytuanty) ani nie zdołał opanować rozprężenia spowodowanego zmęczeniem wojną. 1 lipca 1917 armia rosyjska rozpoczęła ostatnią ofensywę na froncie wschodnim w I wojnie światowej, która po kilku dniach zakończyła się porażką. Po nieudanej próbie bolszewickiego zamachu stanu (tzw. dni lipcowe) Gieorgij Lwow ustąpił, przekazując 20 lipca 1917 funkcję premiera Aleksandrowi Kiereńskiemu, dotychczasowemu ministrowi sprawiedliwości i wojny w swym rządzie.
Po przewrocie bolszewickim wyjechał do Tiumeni. Tam w marcu 1918 został aresztowany przez bolszewików i przewieziony do Jekaterynburga. Po trzech miesiącach został wypuszczony, z zakazem opuszczania miejsca pobytu. Zdołał jednak zbiec do Omska okupowanego przez Korpus Czechosłowacki. Na polecenie działającego tam Tymczasowego Rządu Syberyjskiego z Piotrem Wołogodskim na czele udał się z misją dyplomatyczną do Stanów Zjednoczonych (dotarł tam w październiku 1918, na krótko przed zakończeniem I wojny światowej). 19 listopada 1918 skierował list do prezydenta Stanów Zjednoczonych Thomasa Woodrowa Wilsona, w którym prosił o wsparcie działań Białych interwencją zbrojną. Uważał, że bez interwencji zachodnich sojuszników zginie antybolszewicka Rosja, strzegąca zachodniej cywilizacji. Rozważania przedstawione przez Lwowa były rozwinięciem opinii zawartych przez niego w liście do amerykańskiego przemysłowca Charlesa Richarda Crane’a z 8 października 1918.
Pod koniec 1918 Lwow udał się do Paryża, gdzie rozpoczęła się właśnie konferencja pokojowa. Uczestniczył w Rosyjskiej Naradzie Politycznej w Paryżu, politycznej reprezentacji ruchu Białych wobec państw Ententy. 
Na emigracji we Francji spędził resztę życia. Zmarł 7 marca 1925. Pochowany został na cmentarzu prawosławnym w Sainte-Geneviève-des-Bois.

## Upamiętnienie
- W 2011 wydano kopertę pocztową FDC z jego wizerunkiem[15][16].
- W 2017 odsłonięto jego popiersie w Moskwie[17].

## Galeria

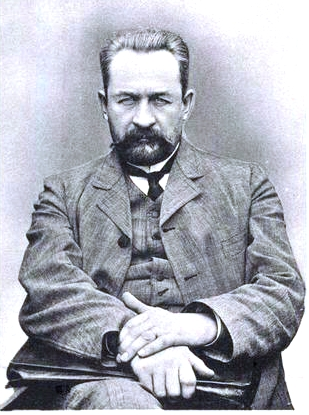
Gieorgij Lwow jako deputowany do Dumy Państwowej Imperium Rosyjskiego I kadencji w 1906
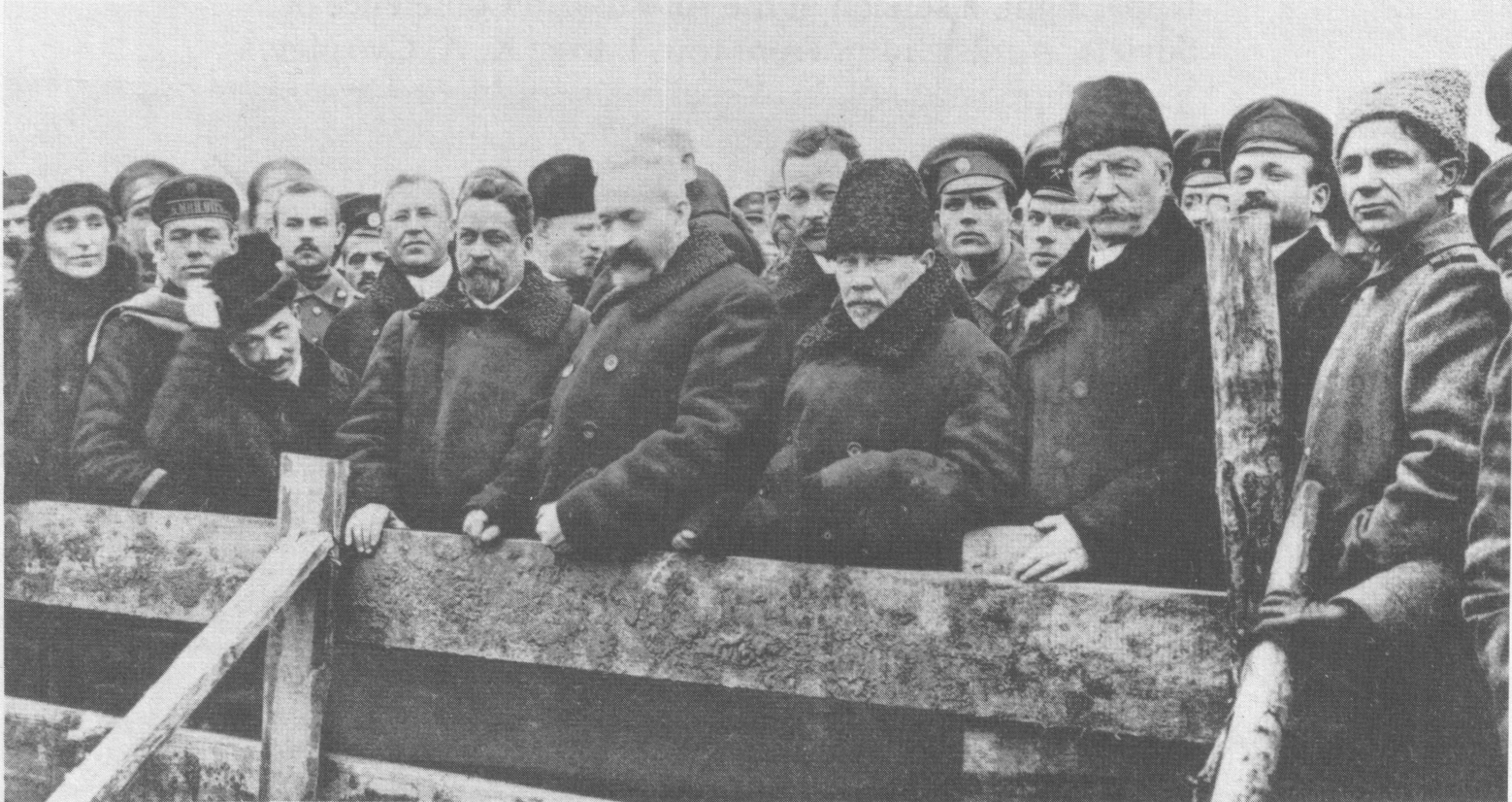
Lwow wraz z ministrami Rządu Tymczasowego na pogrzebie ofiar rewolucji lutowej
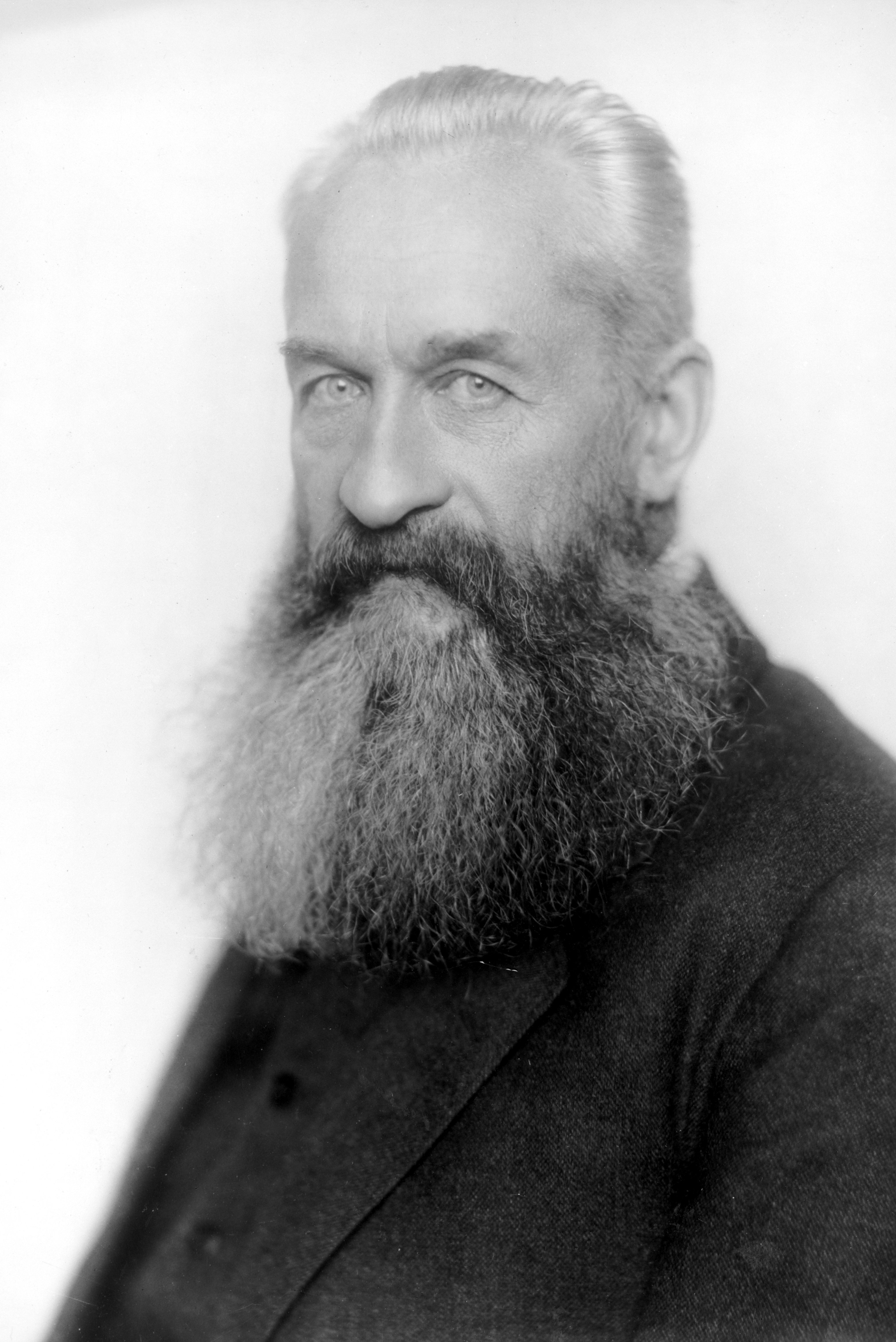
Gieorgij Lwow w 1919
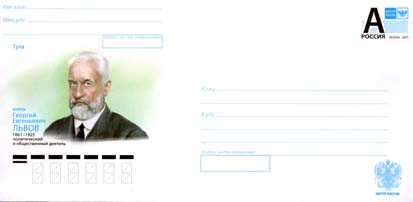
Pocztowa koperta z wizerunkiem księcia Gieorgija Lwowa z 2011